# Muhammad Ziyad Zolkefli
Muhammad Ziyad Zolkefli (* 15. März 1990 in Gombak) ist ein malaysischer paralympischer Leichtathlet, der sich auf das Kugelstoßen spezialisiert hat. Er tritt in der F20-Klasse an, die vom internationalen Paralympischen Komitee als Intellectual impairment definiert wird. Er wurde 2016 Olympiasieger und ist seit diesem Jahr auch Inhaber des Weltrekordes.

## Karriere
2012 nahm Muhammad Ziyad Zolkefli an den Paralympics in London teil und gewann dort mit einer Weite von 15,21 m die Bronzemedaille hinter dem Australier Todd Hodgetts und Jeffrey Ige aus Schweden. Im Jahr darauf verbesserte er sich bei den Weltmeisterschaften der Behinderten in Lyon auf 15,23 m und gewann damit die Goldmedaille. 2014 siegte er dann bei den Para-Asienspielen in Incheon und 2015 gewann er bei den Weltmeisterschaften in Doha mit 15,37 m die Bronzemedaille hinter dem Australier Hodgetts und Dimitrios Senikidis aus Griechenland. 2016 nahm er erneut an den Paralympics in Rio de Janeiro und stellte dort mit 16,84 m einen neuen Weltrekord auf und sicherte sich damit die Goldmedaille. Im Folgejahr verbesserte er den Weltrekord im Zuge der Weltmeisterschaften in London auf 17,23 m und gewann damit seinen zweiten Titel. Anschließend startete er bei den Südostasienspielen in Kuala Lumpur und gewann dort mit 17,12 m die Bronzemedaille hinter den Thailändern Promrob Juntima und Thawat Khachin.
2018 siegte er erneut bei den Para-Asienspielen in Jakarta und 2019 gewann er bei den Weltmeisterschaften in Dubai mit einem Stoß auf 17,03 m die Silbermedaille hinter dem Ukrainer Maksym Kowal. Im Dezember gewann er bei den Südostasienspielen in Capas mit 17,03 m die Silbermedaille hinter dem Philippiner Willie Morrison.
Bei den Sommer-Paralympics 2020 erzielte er im dritten Versuch mit 17,91 Meter die beste Weite im Wettbewerb; da er vor dem Wettkampf drei Minuten zu spät im Call-Room eingetroffen war, wurde er ebenso wie der Ecuadorianer Jordi Patricio Congo Villalba und der Australier Todd Hodgetts nachträglich disqualifiziert. Damit war auch seine Weite nicht gültig und „der Ukrainer Maksym Kowal wurde im Nachhinein zum Paralympics-Sieger und Weltrekordhalter ernannt – wenn auch mit einer geringeren Weite von 17,33 Meter.“ 2022 gewann er bei den Südostasienspielen in Hanoi mit 17,20 m erneut die Bronzemedaille, wie auch 2023 mit 17,30 m bei den Südostasienspielen in Phnom Penh.

## Auszeichnungen
- Anugerah Sukan Negara (2013)
- Officer of the Order of the Defender of the Realm (2017)